# Zhou Guohua
Pour les articles homonymes, voir Zhou.
Dans ce nom chinois, le nom de famille, Zhou, précède le nom personnel.
Zhou Guohua, née le 10 octobre 1990 à Ulaan Chab (Mongolie-Intérieure), est une athlète handisport chinoise, concourant dans la catégorie T12 pour athlètes mal-voyants.

## Carrière
Née mal-voyante, elle est découverte en 2009 par Luo  Jinhui, un membre de la Fédération des personnes handicapées du Dongguan qui lui conseille de quitter son emploi de masseuse et de se tourner vers l'athlétisme handisport.
Avec son guide Li Jie, elle remporte l'or sur le 100 m T12 en battant le record du monde de la distance en 12 s 05 aux Jeux paralympiques de 2012 à Londres. Sur le 200 m T11, elle termine 2e la Française Assia El Hannouni.
Lors des Jeux para-asiatiques 2014 à Incheon (Corée du Sud), elle bat le record d'Asie du 400 m T12 avec un temps de 58 s 45. Aux Championnats du monde 2015, elle termine seulement 4e sur le 200 m T12.
À Rio de Janeiro pour les Jeux paralympiques d'été de 2016, elle est médaillée d'argent sur le 100 m T11 derrière la Britannique Libby Clegg et devant sa compatriote Liu Cuiqing. L'année suivante, aux Championnats du monde 2017 à Londres, elle est médaillée d'or sur le 200 m T11.
Aux Jeux para-asiatiques 2018 de Jakarta (Indonésie), elle termine 2e sur le 100 m, le 200 m et le 400 m T11 derrière sa compatriote Liu.